# 渡部広明
渡部 広明（わたなべ  ひろあき）は、日本の医学者。医師。博士（医学）。
島根大学医学部Acute Care Surgery講座教授、島根大学医学部附属病院高度外傷センター長。専門は救急医学、集中治療医学、外傷外科学、消化器外科学。

## 人物
日本で初めて島根大学に開設されたAcute Care Surgery（外傷外科・救急外科・外科系集中治療）を本格的に研究・教育する講座の初代教授に就任した。また、医学部附属病院では高度外傷センター長・救命救急センター副センター長・ハイケアユニット管理部部長を務めている。一時期、救命救急センター長も兼任していた。

## 略歴
- 1994年3月 - 島根医科大学医学部卒業[4]
- 1994年4月 - 島根医科大学第一外科研修医[4]
- 1995年4月 - 鳥取県立中央病院外科研修医[4]
- 1996年4月 - 島根医科大学大学院（2000年9月学位取得）[4]
- 2000年4月 - 島根医科大学医学部附属病院第一外科医員[4]
- 2000年7月 - 津和野共存病院外科医長[4]
- 2005年7月 - 大阪府立泉州救命救急センター医長[4]
- 2012年4月 - 大阪府立泉州救命救急センター医長・初療手術室長[4]
- 2012年8月 - りんくう総合医療センターAcute Care Surgeryセンター長[4]
- 2013年4月 - りんくう総合医療センターAcute Care Surgeryセンター長・外傷外科部長[4]
- 2015年4月 - りんくう総合医療センター副所長・Acute Care Surgeryセンター長・外傷外科部長[4]
- 2016年1月 - 島根大学医学部Acute Care Surgery講座教授[4]
- 2016年4月 - 島根大学医学部Acute Care Surgery講座教授、島根大学医学部附属病院高度外傷センター長[4]
- 2017年4月 - 島根大学医学部Acute Care Surgery講座教授、島根大学医学部附属病院高度外傷センター長・ハイケアユニット管理部部長[4]